# 长毛雪胆
长毛雪胆（学名：Hemsleya longivillosa）为葫芦科雪胆属下的一个种。

## 扩展阅读
維基物種上的相關：长毛雪胆